# Lissonota sapinea
Lissonota sapinea là một loài tò vò trong họ Ichneumonidae.